# Карлсруэ (станция)
Главный вокзал Ка́рлсруэ (нем. Karlsruhe Hauptbahnhof; сокр. Karlsruhe Hbf) — сквозной наземный крытый железнодорожный вокзал, являющийся центральной станцией в Карлсруэ, (Германия). .

## История
В марте 1838 года Großherzoglich Badische Staatseisenbahnen (железные дороги великого герцогства Баден) начали строить железную дорогу идущую из Маннгейма через Хайдельберг, Карлсруэ и Фрайбург. Эта железная дорога получила название Hauptbahn или Rheintalbahn. Швейцарская железнодорожная комиссия высказала желание о продлении линии до Базеля и подписала соответствующий контракт с государством Баден в 1842 году.
Во время Второй мировой войны вокзал был сильно поврежден при бомбардировках, но не разрушен полностью, и стал восстанавливаться после окончания войны.

## Развитие вокзала
После 1950 года началась непрерывная модернизация вокзала и привокзальной площади. В 1957 году открылась электрическая железная дорога. В 1969 году реконструкция привокзальной площади была продолжена согласно духу времени, был создан подземный пешеходный переход и по-новому упорядочено движение трамваев и автомобилей.
В конце 1980-х годов вокзал был расширен и были добавлены новые 3 железнодорожных пути 12-14, а также сооружён подземный гараж. Это послужило толчком для постройки южного крыла вокзала, выходящего на южную сторону, к которой примыкает автобусная станция. С началом движения интерсити-экспресс-поездов в Карлсруэ 2 платформы были удлинены и модернизированы, а также лестницы доступа были заменены эскалаторами. Также были достроены лифты.
В 1995 году произошло новое преобразование привокзальной площади, причем подземный пешеходный переход был закрыт и остановка трамвая по-новому перестроена. В 1996 году было создано железнодорожное сообщение между Главным вокзалом, расположенным на западе и Альбталь-вокзалом (Albtalbahnhof) по которому запущена городская железнодорожная линия S4/S41 между Карлсруэ и Раштаттом, и далее, Баден-Баденом по трамвайно-железнодорожной сети. В будущем это могло привести к отказу от двух тупиковых путей 103 и 104, которые приостанавливались в середине 2000-х годов. Сегодня Главный вокзал располагает 14 проходными путями (1-14), а также 2 тупиковыми путями 101 и 102.

## Расположение

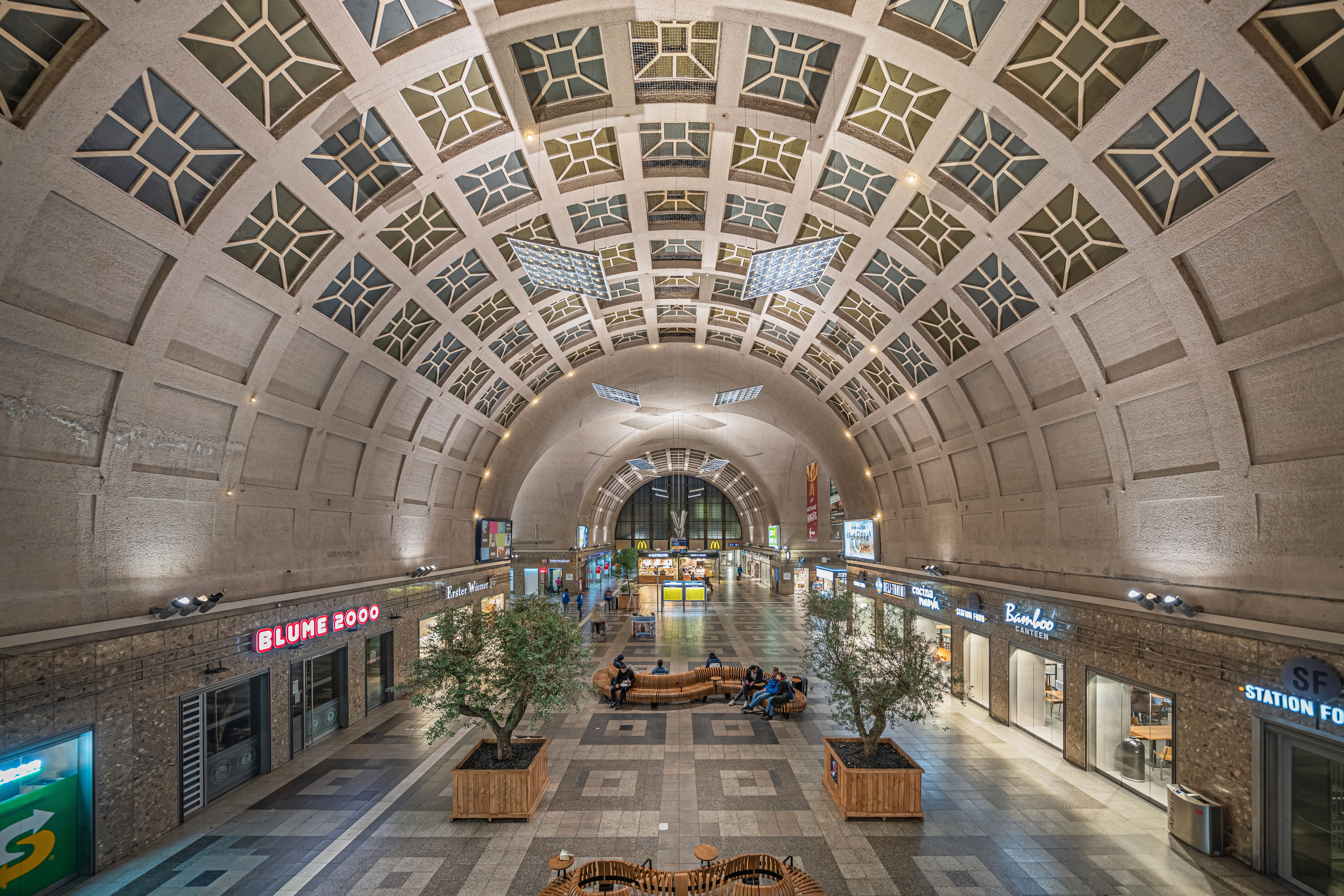
Главный зал

Расположение главного вокзала Карлсруэ используется и классифицируется Deutsche Bahn в качестве международной железнодорожной станции. Она осуществляет междугородние перевозки экспресс-поездов дальнего следования в Берлин, Гамбург, Дортмунд, Базель, Штральзунд, Кёльн, Нюрнберг, Мюнхен и Констанц, а также поездов TGV из Парижа и Страсбурга в Штутгарт. Региональными транспортными связями соединены Нойштадт, Майнц, Штутгарт и Констанц, а также множеством пригородных пассажирских маршрутов и грузовых перевозок железнодорожным транспортом в регионе Карлсруэ. По данным Статистического бюро центрального вокзала, Главный вокзал Карлсруэ ежедневно пропускает около 60 тысяч пассажиров и посетителей.

## Другие вокзалы Карлсруэ
- Вокзал Дурлах (Durlach Bahnhof)
- Вокзал Альбталь (Albtalbahnhof)
- Вокзал Мюльбург (Karlsruhe-Mühlburg)
- Вокзал Грётцинген (Grötzingen Bahnhof)